# Alejandro Gómez (tenista)
 Alejandro Gómez (Cali, Colombia; 14 de agosto de 1991) es un tenista profesional de Colombia.

## Carrera
Su mejor ranking individual es el n.º 352, alcanzado el 20 de marzo de 2017, mientras que en dobles logró la posición 170º el 13 de diciembre de 2021.
Durante el Claro Open Colombia 2015 alcanzó la segunda ronda tras haberle ganado a Marcos Baghdatis, n.º 45 del mundo. Posee un gran servicio que ha llegado a más de 223 km/h.
Ganó su primer título ATP Challenger Tour en dobles, el Challenger de Quito 2021, venciendo junto a Thiago Agustín Tirante a la pareja de Mario Vilella Martínez y Adrián Menéndez por 5-7, 7-6(7-5), 10-8. En diciembre de 2021, ganaría su segundo título, en el Challenger de São Paulo 2021, en pareja con Nicolás Barrientos ganando por walkover ante Rafael Matos y Felipe Meligeni Alves. La semana siguiente, ganaría un tercer título, el Challenger de Florianópolis 2021, junto a Barrientos vence a Martín Cuevas y Rafael Matos por 6-3 y 6-3.
En agosto de 2022, Gómez fue suspendido de la competición tras dar positivo por cocaína. Se le exigió que cumpliera un período de inelegibilidad de catorce meses; ese período comienza el 15 de diciembre de 2021 y finaliza el 14 de febrero de 2023.